# استودیوهای ۹۸۹
استودیوهای ۹۸۹ (به انگلیسی: 989 Studios) یک بخش از سونی اینتراکتیو انترتینمنت بود که برای کنسول‌های پلی‌استیشن و مایکروسافت ویندوز بازی هایی توسعه داد. بازی های آن ها عبارتند از: اورکوئست، فلز درهم‌تنیده ۳، فلز درهم‌تنیده ۴، سایفون فیلتر، سایفون فیلتر ۲، جت موتو ۳ و غیره. 

## تاریخچه
نام ۹۸۹ اسپورتس بار ها و بار ها جابجایی و تغییر نام زیر نظارت سونی داشت. در اوت ۱۹۹۵، سونی ایمیج‌سافت در بخش توسعهٔ سونی کامپیوتر اینترتینمنت ادغام شد و استودیوهای سونی اینتراکتیو آمریکا را ایجاد کرد. در سال ۱۹۹۸ به استودیوهای ۹۸۹ تغییر نام داد. در ۱ آوریل سال ۲۰۰۰، استودیوهای ۹۸۹ با واحد هایی ادغام شد تا برای انتشار پلی‌استیشن ۲ آماده شود. البته استودیوهای سونی اینتراکتیو آمریکا به انتشار بازی هایی با نام ۹۸۹ اسپورتس ادامه می دهد.